# 압둘 하킴 하카니

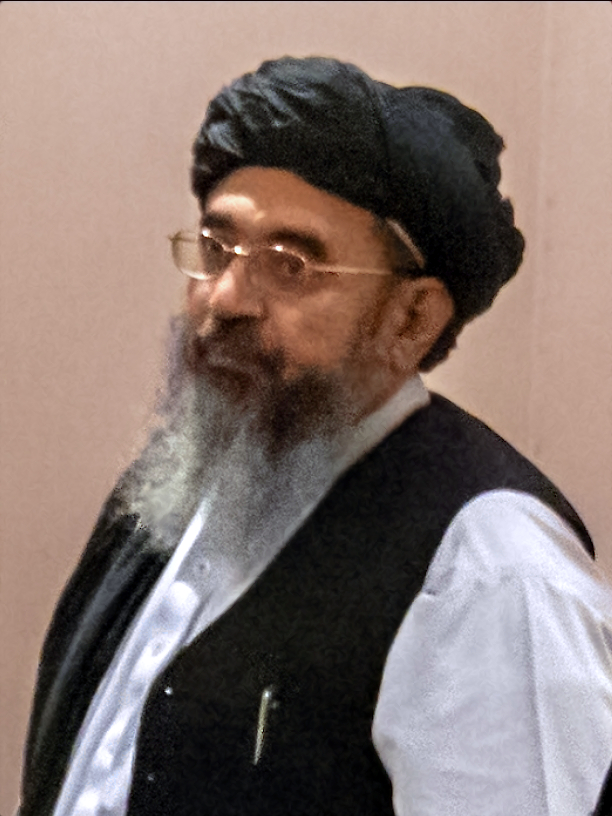
2020년 하카니

압둘 하킴 하카니(Abdul Hakim Haqqani) (1967년생), 압둘 하킴 이샤크자이( Abdulhakim Ishaqzai)라고도 알려진 아프가니스탄의 이슬람 학자이자 작가이며, 2021년 이후 아프가니스탄 이슬람 토후국의 대법원장을 맡고 있다. 그는 또한 1996년~2001년 아프가니스탄 이슬람 토후국에서 대법원장을 역임했다. 그는 카타르 사무소의 탈레반 협상팀 의장이었다. 그는 탈레반의 창립 멤버 중 한 명이며, 고인이 된 지도자 모하마드 오마르 물라의 측근이었다. 2025년 7월, 국제형사재판소는 아프가니스탄에서 탈레반의 여성 학대에 대한 혐의로 하카니에 대한 체포 영장을 발부했다.

## 초기 생애
하카니는 1967년 아프가니스탄 칸다하르주의 판즈와이구에서 마울라위 후다이다드의 아들로 태어났다. 그는 파키스탄의 데오반드파 이슬람 신학원인 다룰울룸 하카니아를 졸업하고 한동안 그곳에서 가르쳤다.

## 경력

### 교육
다룰울룸 하카니아에서 가르치는 것 외에도, 그는 파키스탄 발루치스탄주 퀘타의 이샤카바드 지역에서 자신의 이슬람 신학원 또는 마드라사를 운영하기도 했다.

### 사법부
첫 번째 이슬람 토후국 통치 기간 동안, 그는 교육 외에도 항소 법원과 중앙 다르 울 이프타에서 근무했다. 하이바툴라 아훈드자다가 최고지도자로 임명된 후, 이샤크자이는 대법원장으로 임명되었다.

### 외교
2020년 9월, 그는 아프가니스탄 정부와의 카타르 평화 회담에서 탈레반의 수석 협상가로 임명되었으며, 21명으로 구성된 협상팀에서 부대표가 된 셰르 모하마드 압바스 스타니크자이를 대신했다.

## 법적 문제
2023년 7월 20일, 압둘 하킴 하카니는 대법원장으로서 아프가니스탄 여성에 대한 성차별적 탄압을 야기하고 정당화하는 정책을 시행하고 이념적 가르침을 확산하는 데 중요한 역할을 한 이유로 유럽 연합(EU)의 제재를 받았다.
2025년 1월 23일, 국제형사재판소의 수석 검사인 카림 칸은 압둘 하킴 하카니와 최고 지도자 하이바툴라 아훈드자다에 대한 체포 영장 신청을 발표했다. 하카니는 2021년 8월 탈레반이 다시 집권한 이후 여성과 소녀들에 대한 박해, 특히 인도에 반한 죄를 저지른 혐의를 받고 있다. 이 혐의는 아프가니스탄 여성에게 교육, 고용, 공공 참여 금지 등 심각한 제한을 가했다고 주장한다. 영장은 7월 8일 ICC 예심 재판부 II에 의해 발부되었다.

## 서적
압둘 하킴 하카니는 익스프레스 트리뷴에 따르면 이슬람 법학에 대해 해박한 지식을 가지고 있다고 묘사된다. 그는 여러 권의 책을 출판했다.

## 내용주
1. ↑  파슈토어: عبد الحكيم حقاني, ps.
2. ↑  파슈토어: عبد الحكيم اسحاقزى, ps.